# リチャード・チルドレス・レーシング
リチャード・チルドレス・レーシング（Richard Childress Racing, RCR）はアメリカ合衆国のストックカーレーシングチーム。
ノースカロライナ州ウェルカムに本拠地を置き、元NASCARカップシリーズドライバーのリチャード・チルドレスが所有および運営している。現在はモンスターエナジー・NASCARカップ・シリーズおよびエクスフィニティ・シリーズに参戦している。
1969年よりカップシリーズに参戦している古参のチームであり、過去6回のカップシリーズチャンピオンシップを獲得しているが、その全てがデイル・アーンハートによるものである。
他のチームとの技術提携も積極的に行っており、カップシリーズではリチャード・ペティ・モータースポーツ、ジャーメイン・レーシング、及びスターコム・レーシングと提携している。
元NASCARブッシュシリーズドライバーのマイク・ディロンはリチャード・チルドレスの娘婿であり、現役のカップシリーズドライバーのオースティン・ディロン及びタイ・ディロンはチルドレスの孫である。

## ドライバー

### NASCARカップ・シリーズ

#### 現在（2024年）
- #03　オースティン・ディロン（英語版）（2014年 - ）
- #08　カイル・ブッシュ（2023年 - )
- #033 オースティン・ヒル（英語版）（2022年, 2024年 - ）, タイ・ディロン（英語版）（2014年 - 2015年, 2024年）, ウィル・ブラウン（英語版）（2024年）

#### 過去の所属ドライバー
- リチャード・チルドレス（英語版）（1969年, 1972年, 1976年 - 1981年）
- デイル・アーンハート（1981年, 1984年 - 2001年）
- リッキー・ラッド（英語版）（1982年 - 1983年）
- ロドニー・コームズ（英語版）（1988年）
- ニール・ボネット（英語版）（1993年）
- マイク・スキナー（英語版）（1996年 - 2001年, 2004年）
- モーガン・シェファード（英語版）（1998年）
- マイク・ディロン（英語版）（1998年）

- ケヴィン・ハーヴィック（2001年 - 2013年）
- ジェフ・グリーン（英語版）（2001年 - 2003年）
- ロビー・ゴードン（英語版）（2001年 - 2004年）
- ケニー・ウォレス（英語版）（2002年）
- スティーヴ・パーク（英語版）（2003年）
- ロン・ホーナデイ・ジュニア（英語版）（2003年）
- デイヴ・ブレイニー（英語版）（2004年 - 2005年）
- ケリー・アーンハート（英語版）（2004年 - 2005年）
- ジェフ・バートン（2004年 - 2013年）
- ジョニー・サウター（英語版）（2004年）
- ジム・イングルブライト（英語版）（2004年）
- クリント・ボウヤー（2005年 - 2011年）
- ブライアン・シモ（英語版）（2005年）
- スコット・ウィマー（英語版）（2006年 - 2008年）
- ケン・シュレーダー（英語版）（2008年）
- マイク・ウォレス（英語版）（2008年）
- ケイシー・メアーズ（英語版）（2009年）
- ポール・メナード（英語版）（2011年 - 2017年）
- エリオット・サドラー（英語版）（2012年）
- ブレンダン・ゴーン（英語版）（2012年）
- ハーミー・サドラー（英語版）（2012年）
- ブライアン・スコット（英語版）（2013年 - 2015年）
- ライアン・ニューマン（2014年 - 2018年）
- マット・クラフトン（英語版）（2014年）
- ダニエル・ヘムリック（英語版）（2018年）
- ブロディエ・コステツキー（英語版）（2023年）

### エクスフィニティ・シリーズ

#### 現在（2024年）
- #02　ジェシー・ラブ（英語版）（2024年 - ）
- #021 オースティン・ヒル（英語版）（2022年 - ）
- #033　カイル・ブッシュ（2024年 - )

#### 過去の所属ドライバー
- マイク・ディロン（英語版）（1995年, 2000年 - 2001年）
- ケヴィン・ハーヴィック（1999年 - 2007年, 2012年 - 2013年）
- ジョニー・サウター（英語版）（2001年 - 2003年）
- ロビー・ゴードン（英語版）（2001年）
- マイク・スキナー（英語版）（2001年）
- ジェフ・パーヴィス（英語版）（2001年）
- ジェフ・グリーン（英語版）（2002年）
- ジェイ・サウター（英語版）（2002年）
- ジム・サウター（英語版）（2002年）
- ロン・ホーナデイ・ジュニア（英語版）（2003年 - 2004年）
- クリント・ボウヤー（2004年 - 2010年）
- ケリー・アーンハート（英語版）（2004年）
- トニー・スチュワート（2004年, 2012年 - 2013年）
- ボビー・ラボンテ（英語版）（2004年, 2008年）
- ブランドン・ミラー（英語版）（2004年 - 2005年, 2007年）
- ジェフ・バートン（2005年 - 2006年, 2007年 - 2009年）
- ティモシー・ピーターズ（英語版）（2006年 - 2007年）
- ケニー・ウォレス（英語版）（2007年）
- ティム・マクリーディー（英語版）（2007年）
- スコット・ウィマー（英語版）（2007年 - 2008年）
- スティーブン・レイト（英語版）（2008年 - 209年）
- ケイシー・メアーズ（英語版）（2009年）
- ショーン・ケイズ（英語版）（2009年）
- ジョン・ウェス・タウンレー（英語版）（2010年）
- スコット・リッグス（英語版）（2010年）
- ティム・ジョージ・ジュニア（英語版）（2010年 - 2011年）
- マックス・パピス（2012年 - 2013年）
- ポール・メナード（英語版）（2012年 - 2017年）
- ブレンダン・ゴーン（英語版）（2012年 - 2018年）
- エリオット・サドラー（英語版）（2012年）
- ジョーイ・コールター（英語版）（2012年）
- タイ・ディロン（英語版）（2012年 - 2018年）
- ブライアン・スコット（英語版）（2013年 - 2017年）
- マット・クラフトン（英語版）（2013年 - 2014年）
- ダコダ・アームストロング（英語版）（2013年）
- ライアン・ギフォード（英語版）（2013年）
- ケイル・コンリー（英語版）（2014年）
- ブランドン・ジョーンズ (レーシングドライバー)（英語版）（2015年 - 2017年）
- サム・ホーニッシュ・ジュニア（2016年）
- マイケル・マクドウェル（英語版）（2016年）
- リーガン・スミス（2016年）
- ベン・ケネディ（英語版）（2016年 - 2017年）
- タイラー・レディック（英語版）　（2018年 - 2019年）
- カズ・グラーラ（英語版）　（2019年）

- マット・スナイダー（2020年 - ）

### キャンピング・ワールド・トラック・シリーズ

#### 過去の所属ドライバー
- マイク・スキナー（英語版）（1995年 - 1996年）
- ジェイ・サウター（英語版）（1996年 - 1999年）
- ジム・サウター（英語版）（1999年）
- マイク・ディロン（英語版）（1997年, 1999年）
- ティム・ジョージ・ジュニア（英語版）（2009年 - 2010年, 2012年）
- オースティン・ディロン（英語版）（2009年 - 2011年, 2013年 - 2014年）
- ジョーイ・コールター（英語版）（2011年 - 2012年）
- ブレンダン・ゴーン（英語版）（2012年 - 2013年）
- タイ・ディロン（英語版）（2012年 - 2014年）

## NASCARチャンピオンシップ

### モンスターエナジー・NASCARカップ・シリーズ
- 1986年 - デイル・アーンハート（No.3, シボレー）[1]
- 1987年 - デイル・アーンハート（No.3, シボレー）[2]
- 1990年 - デイル・アーンハート（No.3, シボレー）[3]
- 1991年 - デイル・アーンハート（No.3, シボレー）[4]
- 1993年 - デイル・アーンハート（No.3, シボレー）[5]
- 1994年 - デイル・アーンハート（No.3, シボレー）[6]

### エクスフィニティ・シリーズ
- 2001年 - ケヴィン・ハーヴィック（No.2, シボレー）[7]
- 2006年 - ケヴィン・ハーヴィック（No.21, シボレー）[8]
- 2008年 - クリント・ボウヤー（No.2, シボレー）[9]
- 2013年 - オースティン・ディロン（英語版）（No.3, シボレー） [10]
- 2018年 - タイラー・レディック（No.2,シボレー）
- 2019年 - タイラー・レディック（No.2,シボレー）

### キャンピング・ワールド・トラック・シリーズ
- 1995年 - マイク・スキナー（英語版）（No.3, シボレー）[11]
- 2011年 - オースティン・ディロン（英語版）（No.3, シボレー） [12]